# سوپر جام تهران ۱۳۷۱
سوپر جام تهران ۱۳۷۱ که با نام جام برتر باشگاه‌های تهران ۱۳۷۱ نیز شناخته می‌شود یک دوره مسابقات فوتبال بین تیم‌های فوتبال شهر تهران برای تعیین نمایندگان استان تهران در جام آزادگان ۱۳۷۲ بود. این مسابقات با قهرمانی تیم سایپا به پایان رسید تا سایپا برای نخستین بار در مسابقات سراسری ایران حاضر شود. از اتفاقات مهم این جام رتبه هفتم استقلال در این مسابقات بود. این جام در زمستان ۱۳۷۱ برگزار شد و نحوه برگزاری آن با انتقادات فراوانی همراه بود . مهمترین اعتراض به تصمیم باورنکردنی فدراسیون فوتبال بود که در هفته چهارم اعلام شد تیمهای پاس و پرسپولیس چون قهرمان و نایب قهرمان لیگ قبلی شده بودند در لیگ بعدی حضور دارند اما باید در ادامه مسابقات حضور داشته باشند با وجود آنکه  نتایجشان تاثیری در سرنوشتشان ندارد.  استقلال که در رتبه هفتم قرار گرفت نتوانست مجوز حضور در لیگ آزادگان را کسب کند و برای بازگشت به سطح اول فوتبال ایران مجبور شد سال ۱۳۷۲ را در دسته سه بازی کند.

## جدول رده‌بندی
| رتبه | تیم        | بازی | برد | مساوی | باخت | زده | خورده | تفاضل | امتیاز | توضیحات |
| ---- | ---------- | ---- | --- | ----- | ---- | --- | ----- | ----- | ------ | ------- |
| ۱    | سایپا      | ۷    | ۳   | ۳     | ۱    | ۱۵  | ۸     | ۷+    | ۹      |         |
| ۲    | کشاورز     | ۷    | ۳   | ۳     | ۱    | ۹   | ۶     | ۳+    | ۹      |         |
| ۳    | پرسپولیس   | ۷    | ۲   | ۵     | ۰    | ۸   | ۵     | ۳+    | ۹      |         |
| ۴    | پورا       | ۷    | ۲   | ۴     | ۱    | ۹   | ۷     | ۲+    | ۸      |         |
| ۵    | گسترش      | ۷    | ۲   | ۳     | ۲    | ۱۰  | ۱۴    | ۴-    | ۷      |         |
| ۶    | بانک تجارت | ۷    | ۱   | ۳     | ۳    | ۷   | ۸     | ۱-    | ۵      |         |
| ۷    | استقلال    | ۷    | ۰   | ۵     | ۲    | ۴   | ۸     | ۴-    | ۵      |         |
| ۸    | پاس        | ۷    | ۱   | ۲     | ۴    | ۶   | ۱۲    | ۶-    | ۴      |         |

منبع